# FV103 Spartan
Il FV103 Spartan è un veicolo trasporto truppe cingolato britannico, sviluppato come variante della famiglia CVR(T). Il veicolo può trasportare sette soldati, inclusi tre membri dell'equipaggio. Armato con una singola mitragliatrice, piuttosto che per il trasporto della fanteria, il mezzo è stato utilizzato per movimentare squadre di specialisti, come quelle armate di MANPADS. Circa 500 veicoli hanno servito nel British Army a partire dall'entrata in servizio nel 1978, ora rimpiazzati con veicoli moderni.

## Storia
Il FV103 Spartan venne sviluppato negli anni settanta come veicolo trasporto truppe della famiglia di veicoli da combattimento cingolati britannica CVR(T), progettata dalla Alvis. Il veicolo entrò in servizio nel Regno Unito nel 1978. Esternamente è indistinguibile dal cacciacarri missilistico FV102 Striker, fino a quando la rampa lanciamissili non viene sollevata per il lancio.
Lo Spartan era motorizzato con un Jaguar a benzina, da 4,2 l di cilindrata. Il veicolo è lungo 5,16 m e largo 2,45 m. Con un'altezza da terra di 0,33 m, il veicolo è alto 2,63 m. Il peso in ordine di combattimento è di 10,67 t. Raggiunge una velocità massima di 96 km/h e un'autonomia di 510 km. Può superare pendenze del 60%. L'armamento è costituito da una singola mitragliatrice L37A1 calibro 7,62 × 51 mm NATO e da quattro lanciagranate fumogene sui ogni lato. L'equipaggio è costituito da conduttore e capocarro, oltre a cinque fanti trasportati.
Il mezzo veniva utilizzato per il trasporto di piccoli gruppi di specialisti, quali gli osservatori di tiro dei mortai, squadre antiaeree e da ricognizione. Inoltre fungeva da veicolo portamunizioni per i missili Swingfire del FV102 Striker.
Nel 2006 risultavano in servizio con le forze armate britanniche 478 FV103, dei quali 452 operativi. Al 2007, 495 FV103 Spartan risultavano in servizio. A partire da metà del 2009 questi vennero sostituiti dal Panther CLV.
Il Belgio iniziò ad assegnare lo Spartan, insieme ad altri veicoli della famiglia CVR(T), alle proprie unità di cavalleria a partire dal 1975..

## Varianti
Venne realizzata una variante cacciacarri del FV103, denominata FV120 Spartan MCT ("Spartan with MILAN Compact Turret", Spartan con torretta compatta MILAN). Il mezzo era equipaggiato con una torretta biposto armata di due missili MILAN pronti al fuoco e 11 trasportati nello scafo.
Venne considerato lo sviluppo di una versione allungata dello Spartan come rimpiazzo della serie FV430, adattata aggiungendo una ruota portante, che consentiva di trasportare ulteriori tre uomini (per un totale di 10 uomini, dei quali 2 di equipaggio), e sostituendo il motore a benzina Jaguar con un motore Diesel Perkins, per aumentare l'autonomia. Il prototipo CVR(T) nº 11 (un FV101 Scorpion) venne tagliato e allungato per dimostrare la capacità dello scafo di trasportare 10 uomini; venne inoltre dotato del nuovo motore diesel. Le prove dimostrarono che il mezzo così modificato conservava la mobilità della famiglia CVR(T); venne prodotto un secondo prototipo con scafo più largo, realizzato a partire da zero, chiamato FV4333 in seguito Alvis Stormer (quando i diritti sul progetto vennero acquisiti dalla Alvis).

## Utilizzatori

### Attuali
- Botswana
- Giordania
- Iraq - 100 veicoli in servizio.
- Lettonia[13]
- Nigeria
- Oman
- Ukraina

### Passati
- Regno Unito – In servizio con British Army e RAF Regiment (1980-1995)